# Two Bits
Pour plus de détails, voir Fiche technique et Distribution.
Two Bits est un court-métrage muet américain réalisé par Frank Borzage et Tom Chatterton, sorti en 1916.

## Fiche technique
- Titre original : Two Bits
- Réalisation : Frank Borzage, Tom Chatterton
- Société de production : American Film Manufacturing Company
- Société de distribution : Mutual Film Corporation
- Pays d’origine :  États-Unis
- Langue : anglais
- Format : Noir et blanc - 35 mm - 1,37:1 -  Muet
- Genre : drame
- Durée : 20 minutes (2 bobines)
- Date de sortie :
  - États-Unis : 7 avril 1916

## Distribution
- Frank Borzage
- Tom Chatterton
- Ann Little
- Jack Richardson
- Mary Thorne